# Ruta Provincial 15 (La Pampa)
La Ruta Provincial 15 es una carretera de Argentina en la provincia de La Pampa.
Su recorrido total es de 205 km, siendo en su totalidad de tierra natural en regular estado.

## Recorrido
La ruta corre de norte a sur de la provincia.
Parte de la Ruta Provincial 10 a 41 km al oeste de la ciudad de Victorica.
En su sentido sur tiene acceso a la Ruta Provincial 14 de asfalto.
Cruza la Ruta Nacional 143 en inmediaciones a la localidad de Chacharramendi.
Termina en la Ruta Nacional 152 a 17 km al este de la localidad de Puelches.